# 泰斯納赫河
49°2′31″N 12°59′35″E / 49.04194°N 12.99306°E

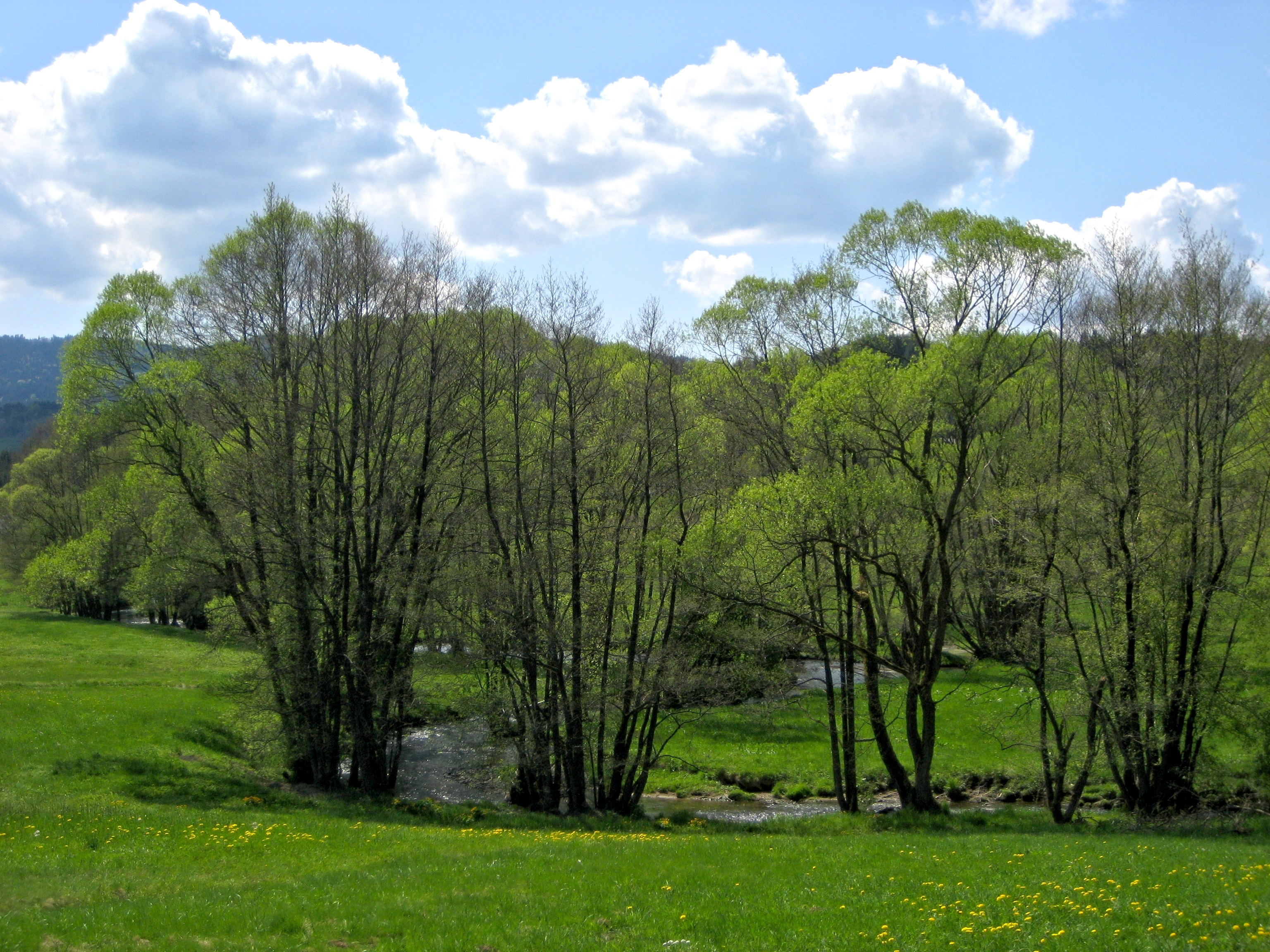
泰斯納赫河

泰斯納赫河（德語：Teisnach），是德國的河流，位於該國東南部，由巴伐利亞負責管轄，屬於雷根河的右支流，河道全長15公里，發源自阿克斯拉赫，河口處在泰斯納赫。